# Dysphania snelleni
Dysphania snelleni är en fjärilsart som beskrevs av Arnold Pagenstecher 1886. Dysphania snelleni ingår i släktet Dysphania och familjen mätare. Inga underarter finns listade i Catalogue of Life.